# Софија Латиф
Софија Аниса Латиф (свах. Sophia Anisa Latiff; 24. децембар 2006) танзанијска је пливачица, олимпијка и вишеструка национална рекордерка и првакиња. 
Носила је заставу своје земље на церемонији отварања Летњих олимпијских игара у Паризу 2024. године. 
Амбасадорка је програма Уједињених нација UN Women који се фокусира на раноправност жена у свим сферама живота.

## Спортска каријера
Софија је са интензивнијим пливачким тренинзима започела када је имала девет година, док је нешто касније почела и са званичним такмичењима. Прво такмичење на коме је остварила запаженији резултат је било национално првенство одржано током априла месеца 2019. у Дар ес Саламу где је освојила титулу националне првакиње у трци на 50 метара слободним стилом, у доби од 13 година. 
Две године касније, на јуниорском првенству Африке у Гани испливала је неколико добрих трка, а најбољи пласман јој је било 9. место у трци на 50 слободно. 
На светским првенствима је дебитовала у Мелбурну 2022, на светском првенству у малим базенима, где је успела да исплива неколико националних и личних рекорда. 
Први наступ на светском првенству у великим базенима је забележила у јапанској Фукуоки. Потом су уследила учешћа и на светском јуниорском првенству у Израелу, Панафричким играма у Гани (4. место на 100 делфин) и Афричком првенству у Анголи. У међувремену је освојила и неколико титула националне првакиње у малим базенима.  
Захваљујући специјалној позивници учествовала је на Олимпијским играма Паризу 2024. године. У  Паризу је пливала у квалификацијама трке на 50 метара слободним стилом. Наступила је у петој квалификационој групи где је пливала у стази 8, и са временом од 28.42 секунди заузела је последње место у својој квалификационој групи, односно укупно 49. место у конкуренцији 79 такмичарки. Заједно са колегом из репрезентације Ендрјуом Млугуом, носила је заставу своје земље на дефилеу нација током отварања Игара у Паризу. 